# فینال جام حذفی فوتبال انگلستان ۲۰۰۶

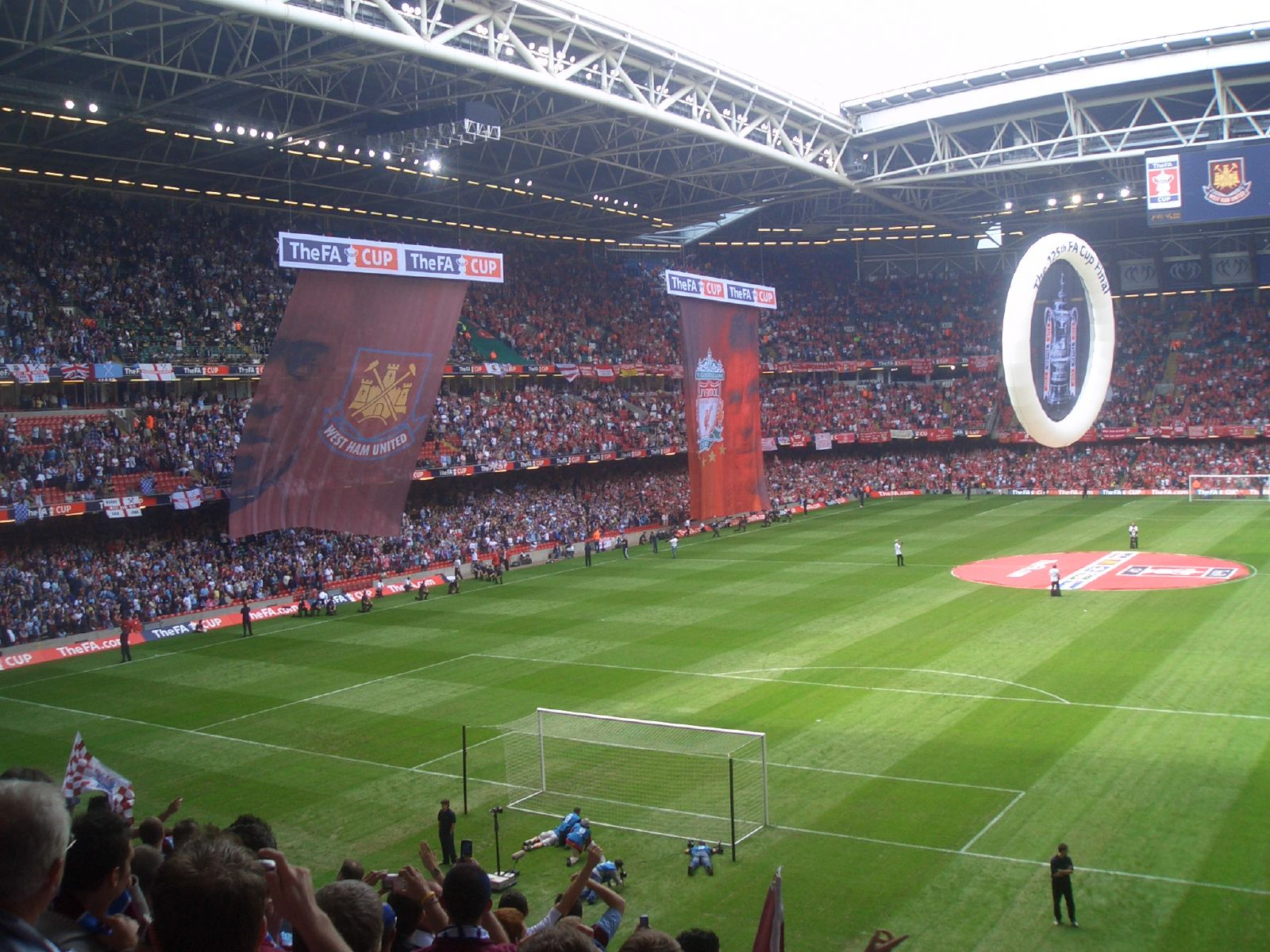
ورزشگاه میلنیوم کاردیف سال 2006 بازی بین دو تیم لیورپول-وستهام یونایتد

فینال جام حذفی فوتبال انگلستان ۲۰۰۶، رقابت پایانی جام حذفی فوتبال انگلستان در سال ۲۰۰۶ میلادی است که مابین دو تیم باشگاه فوتبال لیورپول و باشگاه فوتبال وستهام یونایتد در ورزشگاه میلنیوم کاردیف برگزار شده‌است.
این مسابقه که در تاریخ ۱۳ مه ۲۰۰۶ انجام شده‌است با نتیجه ۳ بر ۳ و در ضربات پنالتی،به سود تیم باشگاه فوتبال لیورپول به پایان رسید.